# Deutsche See
Die Deutsche See GmbH ist ein Lebensmittelhersteller und Online-Händler mit Sitz in Bremerhaven. Hauptgeschäftszweck ist die Verarbeitung und Veredlung von frischem Speisefisch und Meeresfrüchten sowie deren Vertrieb an die Gastronomie, den Einzelhandel und Privatkunden.

## Gesellschafterverhältnisse
Gesellschafter war bis zu seinem Tod im Februar 2018 der Geschäftsführer Egbert Miebach sowie der seit 2014 Generalbevollmächtigte Peter Dill. 2018 wurde die Deutsche See von niederländischen Fischereiunternehmen Parlevliet & Van der Plas übernommen.

## Geschichte
Das Unternehmen wurde 1939 gegründet. Bis 1998 war die Deutsche See eine Tochterfirma der Nordsee GmbH. Am Herauskauf war neben Peter Dill und Egbert Miebach auch Andreas Jacobs (Verwaltungsratsvorsitzender der Jacobs Holding und deren Tochterfirma Barry Callebaut, ein Sohn von Klaus J. Jacobs) als Hauptgesellschafter beteiligt. Im Jahr 2003 kaufte Deutsche See das in Hamburg-Jenfeld ansässige Unternehmen BEECK Feinkost (gegr. 1919), das 230 Mitarbeiter hatte. 2012 verlor Deutsche See den Auftrag zur Belieferung der Schnellrestaurantkette Nordsee in den Bereichen Tiefkühl- und Nonfoodware an HAVI Logistics und liefert den Verkaufsstellen von Nordsee seither nur noch den Frischfisch und Meeresfrüchte.

## Profil
Das Unternehmen beschäftigt ca. 1800 Mitarbeiter und unterhält bundesweit über 20 Niederlassungen. Es ist Marktführer für Fisch und Meeresfrüchte in Deutschland und bezeichnet sich selbst als Fischmanufaktur. Der Produktionsstandort ist in Bremerhaven, dort veredelt das Unternehmen in drei Fabriken Fisch und Meeresfrüchte. Das Handels- und Produktionsunternehmen unterhält rund 35.000 Kundenbeziehungen. Zum Kundenkreis zählt die Gastronomie jedweder Art sowie praktisch alle großen Einzelhandelsketten Deutschlands. Seit 2013 werden die Produkte auch über einen Online-Shop vertrieben.
Anfang 2017 verklagt die Deutsche See als erster Großkunde, in Folge des Abgasskandals, die Volkswagen AG auf Schadenersatz in Höhe von 11,9 Millionen Euro. Das Unternehmen sah sich durch den VW-Konzern getäuscht und geschädigt. Die Klage wurde am 27. Oktober 2017 erstinstanzlich vom Landgericht Braunschweig abgewiesen. Gegen dieses Urteil legte die Deutsche See zunächst Berufung ein, zog diese jedoch im Januar 2018 zurück.

## Logistik
Die Rohware bezieht das Unternehmen aus einem weltweiten Netz von Lieferanten. Das Unternehmen unterhält mehr als 20 Niederlassungen und einen Fuhrpark mit ca. 300 Lastkraftwagen für die Auslieferung an über 35.000 Kunden. Die Hauptverwaltung befindet sich direkt am Fischereihafen in Bremerhaven.

## Auszeichnungen
Für das langjährige Engagement rund um den Erhalt der Fischbestände erhielt die Deutsche See 2010 den Deutschen Nachhaltigkeitspreis als „Nachhaltigstes Unternehmen“ in Deutschland.
2015 wurde das Unternehmen für die Senkung des Kohlendioxidausstoßes um über 20 Prozent vom Umweltsenator Joachim Lohse als Klimaschutzbetrieb des Jahres ausgezeichnet.
Den German Design Award erhielt die Deutsche See 2016 in der Kategorie „Excellent Communications Design – Corporate Identity“ für die neu gestaltete Webseite des Unternehmens.